# Cementerio de Watler
El Cementerio de Watler (en inglés: Watler Cemetery) es un cementerio histórico situado en Prospect, en la isla Gran Caimán del territorio británico de ultramar de las Islas Caimán. Fue donado a la Fundación Nacional de las Islas Caimán por la familia Watler en 1991. 
A pesar de las tumbas en el cementerio datan del comienzo del siglo XIX, es posible que el sitio estuviese en uso, incluso antes de que,  Watlers viviera en las Islas Caimán en el siglo XVII. Se cree que el nombre es una corrupción de la palabra "Walters". 